# Enicospilus eirmosus
Enicospilus eirmosus là một loài tò vò trong họ Ichneumonidae.